# Pirarubicin
Pirarubicin (INN) là một loại thuốc anthracycline. Một chất tương tự của kháng sinh chống ung thư anthracycline doxorubicin. Pirarubicin xen kẽ vào DNA và tương tác với topoisomerase II, do đó ức chế sự sao chép và sửa chữa DNA và tổng hợp RNA và protein. Tác nhân này ít gây độc cho tim hơn doxorubicin và thể hiện hoạt động chống lại một số dòng tế bào kháng doxorubicin.